# Robbea caelestris
Robbea caelestris är en rundmaskart som beskrevs av Gerlach 1956. Robbea caelestris ingår i släktet Robbea och familjen Desmodoridae. Inga underarter finns listade i Catalogue of Life.